# 한국산림치유포럼
한국산림치유포럼은 산림이 지닌 보건 의학적 치유기능을 통한 국민의 건강유지와 질병예방을 도모하고, 관련 산림자원의 육성에 기여할 목적으로 2006년 10월 9일 설립 허가된 대한민국 산림청 소관의 사단법인이다. 사무실은 서울특별시 마포구 용강동 50-11, 녹색빌딩 한국녹색문화재단 내에 있다.

## 주요 사업
- 산림의 치유기능의 조사 및 연구